# Népsűrűség

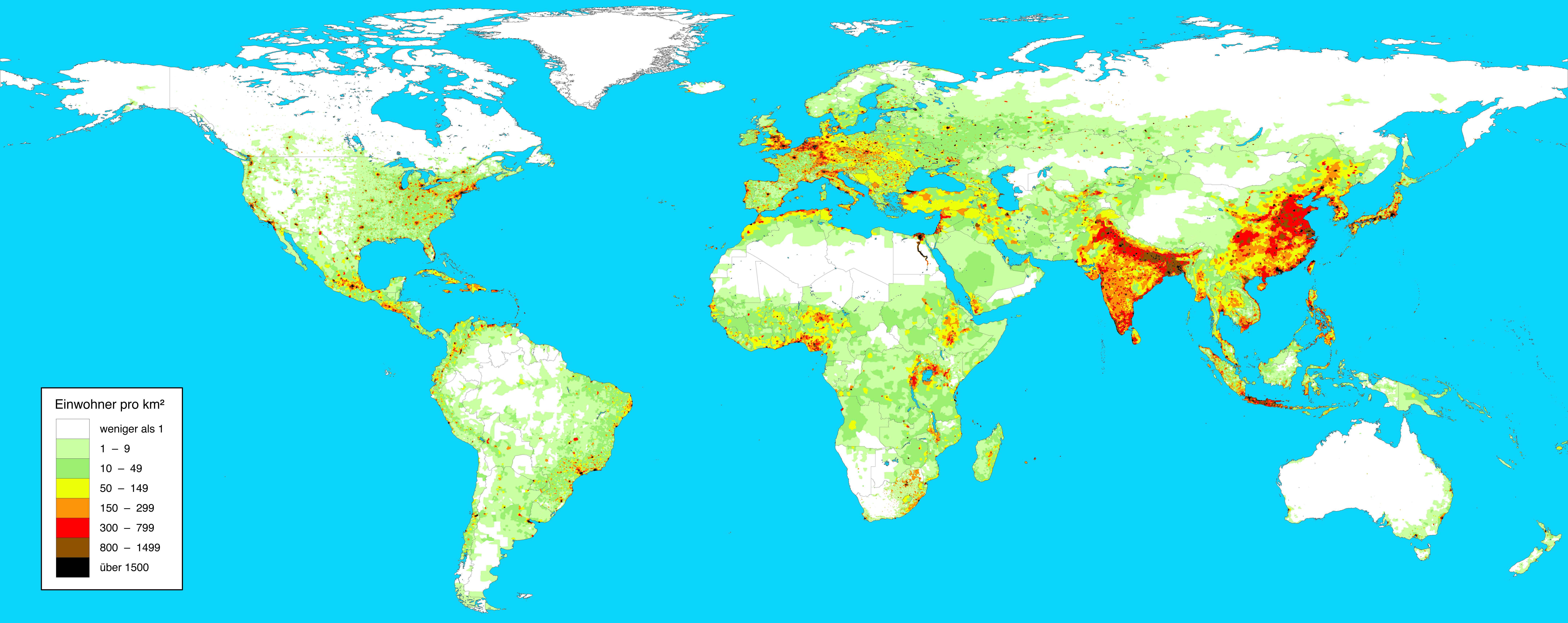
A Föld népsűrűsége 2005-ben

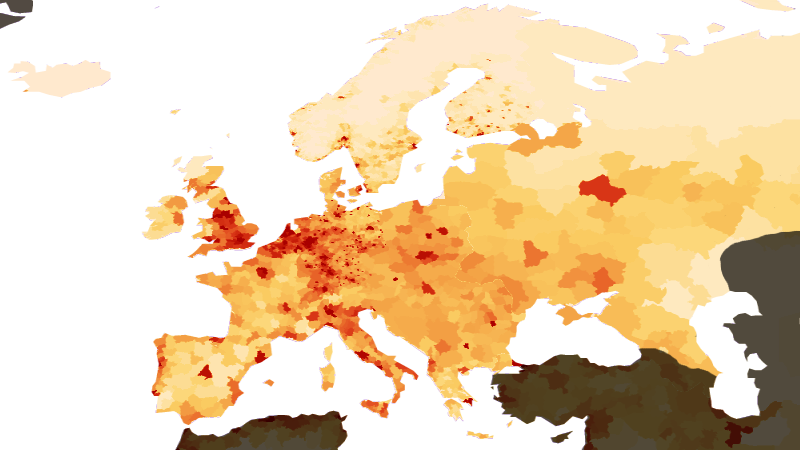
Európa népsűrűsége 1994-ben

A népsűrűség adott területegységre jutó lakosok száma, általánosan elfogadott mértékegysége a fő/négyzetkilométer (fő/km²), habár ezen a „nyers” népsűrűségen kívül számos változata létezik, melyek elsősorban a demográfusok körében használatosak.
Magyarország átlagos népsűrűsége 105 fő/km² (2019. január 1.), ezzel az EU átlagánál némileg ritkábban lakott országai közé tartozik. A miniállamokat leszámítva Európában Hollandia a legsűrűbben lakott ország, 389 fő/km²-es értékkel.

## Fiziológiai népsűrűség
A fiziológiai népsűrűség a társadalomföldrajzban használatos mutató, mely a „nyers”, azaz az aritmetikus népsűrűség fogalmától annyiban eltér, hogy figyelembe veszi a tanulmányozott régió felszíni tulajdonságait, mivel a mezőgazdaságra alkalmas területhez viszonyítva studírozza az össznépességet a pontosabb demográfiai analízis végett. A fiziológiai népsűrűség egy adott térség lakossága a megművelhető területével való elosztásával számolható ki. Rendszerint fő/négyzetkilométer mértékegységben kerül kifejezésre. A tetemes fiziológiai népsűrűség a mezőgazdasági területek túlságos igénybevételéről, a termőföld kapacitásának kimerítése veszélyéről avizálhat, míg az alacsony fiziológiai népsűrűség a megművelhető föld sokaságát, illetve a terület lakossága gyérségét jelezheti.

## Néhány ország 2002-es népsűrűségi adata
| Ország                    | Népsűrűség (fő/km²) |
| ------------------------- | ------------------- |
| Ausztria                  | 100                 |
| Belgium                   | 339                 |
| Dánia                     | 125                 |
| Finnország                | 15                  |
| Franciaország             | 108                 |
| Görögország               | 83                  |
| Hollandia                 | 389                 |
| Írország                  | 56                  |
| Luxemburg                 | 173                 |
| Egyesült Királyság        | 242                 |
| Németország               | 231                 |
| Olaszország               | 189                 |
| Portugália                | 113                 |
| Spanyolország             | 80                  |
| Svédország                | 20                  |
| EU15                      | 117                 |
| Ciprus                    | 87                  |
| Csehország                | 129                 |
| Észtország                | 31                  |
| Lengyelország             | 122                 |
| Lettország                | 36                  |
| Litvánia                  | 53                  |
| Magyarország              | 110                 |
| Málta                     | 1300                |
| Szlovákia                 | 110                 |
| Szlovénia                 | 98                  |
| Bulgária                  | 71                  |
| Románia                   | 91                  |
| Európai Unió              | 115                 |
| Norvégia                  | 14                  |
| Oroszország               | 8                   |
| Svájc                     | 176                 |
| Törökország               | 90                  |
| India                     | 314                 |
| Izrael                    | 312                 |
| Japán                     | 337                 |
| Kína                      | 135                 |
| Dél-Korea                 | 480                 |
| Mongólia                  | 2                   |
| Dél-afrikai Köztársaság   | 37                  |
| Egyiptom                  | 70                  |
| Amerikai Egyesült Államok | 30                  |
| Brazília                  | 20                  |
| Kanada                    | 3                   |
| Mexikó                    | 53                  |
| Ausztrália                | 3                   |
| Új-Zéland                 | 15                  |